# Bracon risbeci
Bracon risbeci är en stekelart som först beskrevs av De Saeger 1943.  Bracon risbeci ingår i släktet Bracon och familjen bracksteklar. Inga underarter finns listade.